# Frontalangriff
Mit Frontalangriff wird die militärische Taktik bezeichnet, mit der angreifende Kräfte aus der Richtung angreifen, in die die verteidigenden Kräfte ausgerichtet sind. Ziel ist, neben der Vernichtung von Kräften des Verteidigers, die Frontstellung des Verteidigers zu durchstoßen, um in dessen Hinterland vorzudringen bzw. Zugänge zu den Flanken des Verteidigers zu erhalten.
Für die angreifenden Kräfte sind Frontalangriffe häufig verlustreich. Ein Frontalangriff wird nur dann mit Erfolg geführt, wenn es dem Angreifer gelingt die Kräfte des Verteidigers niederzuhalten, bis die manöverierenden Elemente den Gegner vernichten können. Frontalangriffe setzten daher eine große Überlegenheit des Angreifers in Feuer- und Stoßkraft voraus.

## Historische Bedeutung

### Antike und Mittelalter
Besonders in der Antike und im Mittelalter war der Frontalangriff die häufigste Form des Angriffs, da in den meisten Streitkräften militärische Taktiken sehr schlecht entwickelt waren und v. a. weil die relative Beweglichkeit des Angreifers bzw. dessen militärische Organisation kaum eine andere Angriffsform zuließen.
Die erste große Verbesserung erfuhr die Taktik des Frontalangriffs 371 v. Chr. durch die „Schiefe Formation“, die bei der Schlacht bei Leuktra erstmals in das Licht der Geschichte tritt. Dabei werden die Kräfte in einem Abschnitt der Front, auf Kosten anderer Abschnitte verstärkt, um in diesem Abschnitt, durch großes Übergewicht der eigenen Kräfte, möglichst schnell einen Durchbruch zu erzielen. Das Konzept entspricht dem heutigen Prinzip der Schwerpunktbildung.
Eine weitere Revolution erfuhr die Taktik durch das Anwachsen der Heeresstärken im antiken Rom, die eine Konzentrierung der Kräfte in einer Reihe nicht mehr sinnvoll erscheinen ließ. Durch die Formierung von Angriffswellen war es nunmehr möglich den Druck auf den Gegner über eine lange Zeit aufrechtzuerhalten.

### Neuzeit
In der Neuzeit veränderte das massenhafte Aufkommen von Distanzwaffen die Taktik von Grund auf. Allein Angriffsschwung und Masse waren nun nicht mehr ausreichend, da der Verteidiger in der Regel seine Fernwaffen effektiver einsetzen konnte als der Angreifer bzw. selbst besser gegen die des Angreifers geschützt war. Die fortschreitende Feuerkraft der Fernwaffen machte im Folgenden eine immer größere Überlegenheit des Angreifers nötig und führte letztendlich in den Patt des Stellungskrieges.
Sollten Angriffsoperationen weiterhin möglich sein, musste der Angreifer seine Kräfte auf kleinstem Raum konzentrieren, um eine Verteidigung durchstoßen zu können. Ein Vorgehen auf breiter Front, wie es noch im Ersten Weltkrieg gefordert wurde, war damit unmöglich.
Die Entwicklung der Blitzkriegstaktik als Synthese zur Linientaktik erlaubte eine solche Konzentration, jedoch nur unter der Bedingung, dass es den angreifenden Kräften durch überlegene Beweglichkeit, tiefe Staffelung und Ausnutzung des Überraschungsmoments gelingt, sich der unausweichlichen Flankenbedrohung zu entziehen.